# パンツェロッティ

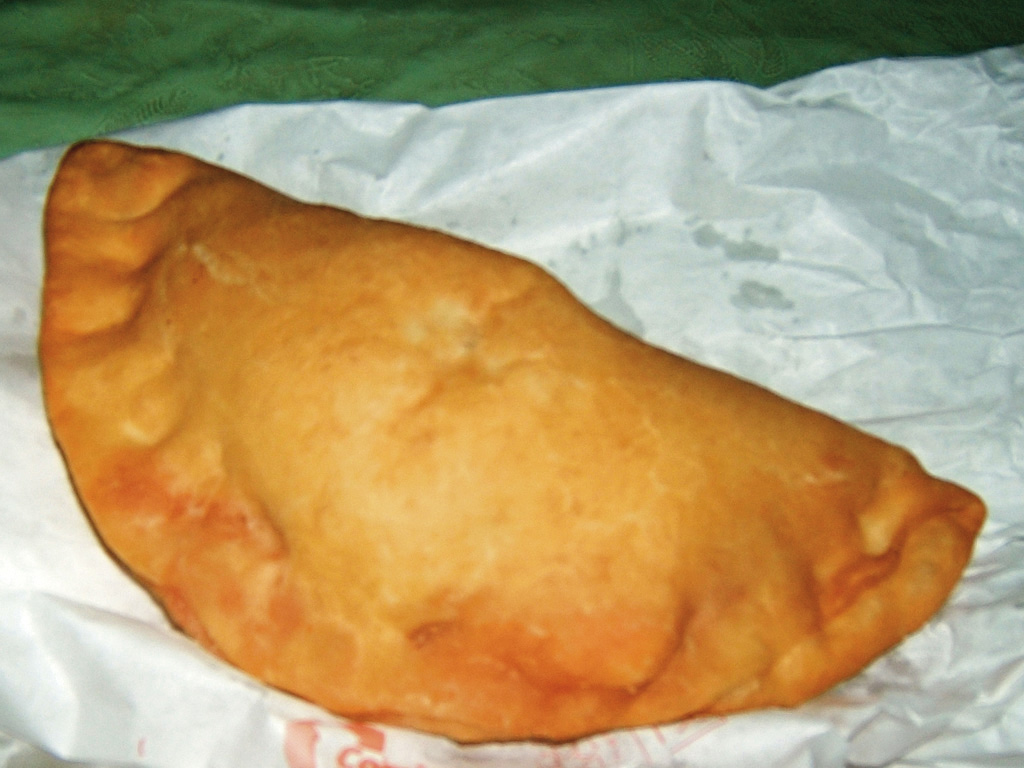
パンツェロッティ

パンツェロッティ (伊: panzerotti; 単数形 panzerotto) あるいはパンツァロッティ (伊: panzarotti; 単数形 panzarotto) とは、イタリア・プーリア州の揚げパンの一種である。円形にのばしたパン生地でトマトとモッツァレッラチーズなどのフィリングを包み、カルツォーネのような半月形に成形してから油で揚げて作る。